# Пожежа в Гомелі (1737)
Пожежа 1737 року в Гомелі — сильна пожежа, що сталася 2 вересня 1737 року в місті Гомель і знищила значну частину міста.

## Причина пожежі
Пожежа почалася 2 вересня 1737 року о 23 годині на Троїцькій вулиці, де загорівся один з будинків. Причиною пожежі, як зазначив комісар Гомельського староства Юрій Трабчанський Няустрой, стало «жіноче недбальство» («nierostoropność bialogłowska») — жителька Гомеля, відома як Семенова, уночі сушила гриби і з необережності підпалила свій будинок.

## Збитки
Вогонь перекинувся на інші будівлі, завдавши місту великої шкоди: «згоріли і зпопелили» місцевий костел, три православні церкви, два «скарбових шинки», кілька комор, оренди з алкогольними напоями («liqworami»), рухомим майном, броварнями і котлами, крамниці з товарами, а також кілька сотень житлових будинків (очевидно, разом із господарськими будівлями).
Свідченням людських втрат є список дворів Гомеля в люстрації 1738 року, де багато земельних наділів записані за вдовами або за власниками, які отримали наділи за когось іншого, а деякі ділянки позначені як занедбані («plac pusty»).

## Наслідки пожежі
Пожежа позбавила багатьох жителів Гомеля засобів до існування та сплати державних податків, у результаті чого вони були відправлялися в межі Російської імперії. З огляду на це гомельський староста Міхал Фредерік Чарторийський звернувся до влади Речі Посполитої з клопотанням про полегшення податку на «погорище Гомеля». Чи було його клопотання результативним — невідомо.
З подоланням наслідків пожежі 1737 р. слід пов'язати останню широкомасштабну реконструкцію Гомеля дорумянцевської доби: будівництвом нового дубового замку, поглиблення оборонних ровів, встановлення на валах дерев'яних стін з підйомними мостами, відбудову костелу.
Розуміння необхідності уникнення великих пожеж або мінімізації їх наслідків у майбутньому продиктувало введення для гомельських міщан обов'язку мати пожежні дружини (багри) і по черзі нести нічну варту для «пожежної охорони».